# Brachystola behrensii
Brachystola behrensii är en insektsart som beskrevs av Scudder, S.H. 1877. Brachystola behrensii ingår i släktet Brachystola och familjen Romaleidae. Inga underarter finns listade i Catalogue of Life.